# Andando na Luz
Andando na Luz é segundo álbum de estúdio de Heloisa Rosa, lançado em 2006 de forma independente. Assim como o disco anterior, sua influência musical é do rock britânico, unindo o gênero com o louvor e adoração, mas trazendo um som mais presente de guitarras e elementos alternativos. O trabalho foi elogiado pela crítica especializada.
Foi o último trabalho de Heloisa com sua banda de apoio formada pelos membros do Palavrantiga. Neste disco, a cantora escreveu todas as composições e esteve responsável pelos arranjos, produção musical e violão. O tecladista Marcos Almeida participa nos vocais em "Pai".
Em 2011, o disco foi relançado com uma nova capa, produzida pela Imaginar Design. Essa versão foi lançada digitalmente em 2013.

## Faixas
Todas as faixas escritas e compostas por Heloisa Rosa. 
| N.º            | Título               | Duração |  |
| 1.             | "Estou Livre"        | 4:17    |  |
| 2.             | "Se Andarmos na Luz" | 6:01    |  |
| 3.             | "Há um Lugar"        | 5:46    |  |
| 4.             | "Lindo Jesus"        | 5:09    |  |
| 5.             | "Pai"                | 4:53    |  |
| 6.             | "Seis da Tarde"      | 5:24    |  |
| 7.             | "Perfeito"           | 5:32    |  |
| 8.             | "Sacrifício"         | 5:40    |  |
| 9.             | "Cruz"               | 4:00    |  |
| 10.            | "Quero Dançar"       | 3:37    |  |
| Duração total: | Duração total:       | 50:40   |  |

## Ficha técnica
| Críticas profissionais | Críticas profissionais |
| Avaliações da crítica  | Avaliações da crítica  |
| Fonte                  | Avaliação              |
| ---------------------- | ---------------------- |
| O Propagador           | [ 5 ]                  |
| Super Gospel           | (favorável)            |

- Heloisa Rosa - vocais, violão, produção musical, arranjos
- Marcos Almeida - teclado, piano e vocal de apoio
- Lucas Fonseca - bateria
- Felipe Vieira - baixo
- Josias Alexandre - guitarra